# Енн Мелл
Енн Мелл (англ. Anne Mall; нар. 4 грудня 1974) — колишня американська тенісистка.
Найвищу одиночну позицію світового рейтингу — 139 місце досягла 29 серпня, 1994, парну — 313 місце — 29 березня, 1993 року.
Здобула 2 одиночні та 7 парних титулів туру ITF.

## Фінали ITF
| турніри $25,000 |
| турніри $10,000 |

### Одиночний розряд (2–2)
| Результат | Ранг | Дата           | Турнір                 | Покриття | Суперниця    | Рахунок       |
| --------- | ---- | -------------- | ---------------------- | -------- | ------------ | ------------- |
| Перемога  | 1.   | 17 січня 1993  | Мішен, США             | Тверде   | Еллі Гакамі  | 6–4, 7–6      |
| Поразка   | 1.   | 2 червня 1996  | Ель-Пасо, США          | Тверде   | Джейн Тейлор | 6–4, 1–6, 2–6 |
| Перемога  | 2.   | 16 червня 1996 | Гілтон-Гед, США        | Тверде   | Марезе Жубер | 6–4, 7–5      |
| Поразка   | 2.   | 27 червня 2004 | Едмонд (Оклахома), США | Тверде   | Шіха Уберой  | 2–6, 4–6      |

### Парний розряд (7–1)
| Результат | Ранг | Дата           | Турнір                   | Покриття   | Партнерка       | Суперниці                        | Рахунок          |
| --------- | ---- | -------------- | ------------------------ | ---------- | --------------- | -------------------------------- | ---------------- |
| Перемога  | 1.   | 25 січня 1993  | Остін (Техас), США       | Тверде     | Еллі Гакамі     | Аннемарі Міккерс Анікве Снейдерс | 6–7(4), 6–2, 6–1 |
| Перемога  | 2.   | 2 лютого 1997  | Мішен (Техас), США       | Тверде     | Кері Фебус      | Кейрстен Еллі Пем Нелсон         | 1–6, 6–1, 6–1    |
| Поразка   | 1.   | 1 червня 1997  | Ель-Пасо, США            | Тверде     | Рената Колбовіч | Кейсі Смеші Сара Вокер           | 7–6, 4–6, 0–6    |
| Перемога  | 3.   | 3 травня 2004  | Мерида (Юкатан), Мексика | Тверде     | Еріка Кларке    | Андреа Бенітес Бетіна Хосамі     | 7–5, 7–5         |
| Перемога  | 4.   | 22 травня 2004 | Ель-Пасо (Техас), США    | Тверде     | Бо Джонс        | Аша Ролле Тія Ролл               | 6–1, 7–5         |
| Перемога  | 5.   | 1969           | Х'юстон, США             | Тверде (i) | Бруна Колозіу   | Анджела Гейнс Аша Ролле          | 7–6(4), 6–4      |
| Перемога  | 6.   | 20 червня 2004 | Форт-Верт, США           | Тверде     | Ваня Кінг       | Нега Уберой Шіха Уберой          | 2–6, 6–3, 7–6(5) |
| Перемога  | 7.   | 27 червня 2004 | Едмонд, США              | Тверде     | Гейді Ель Табах | Келлі Андерсон Каріне Вермелен   | 3–6, 6–3, 6–4    |